# Ramón Gil Sequeiros
Ramón Gil Sequeiros, conegut com a Moncho Gil, (Vigo, Espanya 1897 - íd. 1965) fou un futbolista gallec que jugava com a davanter, guanyador d'una medalla olímpica.

## Biografia
Va néixer el 16 d'agost de 1897 a la ciutat de Vigo, població gallega situada a la província de Pontevedra. Morí a la seva residència de Vigo el 18 de gener de 1965.

## Carrera esportiva

### Trajectòria per clubs
Mambre del Real Vigo Sporting Club, jugà en aquest equip com a davanter fins al 1923, moment en el qual fitxà pel Celta de Vigo, on hi va romandre fins al 1927. Es retirà aquell mateix any.

### Trajectòria amb la selecció
Va participar amb la selecció espanyola en els Jocs Olímpics d'Estiu de 1920 realitzats a Anvers (Bèlgica) i on la selecció aconseguí guanyar la medalla de plata. Gil jugà dos partits amb la selecció en aquella competició i posteriorment no tornà a ser seleccionat.